# Hermann Gehrmann
Hermann Ludwig Heinrich Gehrmann (* 22. Dezember 1861 in Wernigerode; † 8. Juli 1916 in Kassel) war ein deutscher Musikkritiker und Komponist. 
Er studierte von 1883 bis 1889 in Leipzig und Berlin, wo er neben der Universität das Stern’sche Konservatorium besuchte. 1892 wurde er in Berlin bei Philipp Spitta zum Dr. phil. promoviert. Seine Dissertation stellte die erste grundlegende Würdigung der musiktheoretischen Leistung von Johann Gottfried Walther dar. Sein Aufsatz über Andreas Werckmeister wurde 1896 in der Allgemeinen Deutschen Biographie veröffentlicht.
Danach war Gehrmann als Musikreferent tätig, ab 1897 für die Königsberger Allgemeine Zeitung und von 1901 bis 1911 für die Frankfurter Zeitung. 1908 wurde ihm der Titel eines Königlichen Professors verliehen. Er komponierte Lieder und ein Streichquartett. Zuletzt lebte er in Berlin und Kassel, wo er 1916 im Alter von 54 Jahren starb.

## Veröffentlichungen (Auswahl)
- Johann Gottfried Walther als Theoretiker. In: Vierteljahrsschrift für Musikwissenschaft 7, 1891, S. 468–578 (= Dissertation Berlin 1891, Digitalisat)
- Carl Maria von Weber, Verlagsgesellschaft für Literatur und Kunst, Berlin, 1899